# El Plan C
El Plan C es un programa de radio nocturno en la Cadena COPE,en España. Se trata de un espacio dedicado a la información general y de actualidad con especial atención al oyente y la reflexión.
El programa está dirigido y presentado por Enrique Campo. Este espacio comienza hacia las 01:30 horas y concluye a las 03:00 de la madrugada de domingo a jueves, después de El Partido de las 12.
Según dice su página oficial de Facebook "El Plan C es un programa en el que nos preocupa lo que os preocupa, en el que nos identificamos con vosotros, vuestros problemas y vuestras alegrías, en el que tenemos siempre los pies en el suelo y miramos a la actualidad directamente a los ojos."

## Equipo
- Director: Enrique Campo.
- Redactoras: Miriam Ponte, María Jesús Agüero, Valle Higueras, Constanza Mangiardi
- Productor: Pedro Pérez.
- Médico de Familia: Raúl Santos.
- Psicólogo: Javier Muñoz.
- "Garganta Profunda" de la televisión: Antonio Jimeno.
- Criminólogo, miembro de "Conociendo al enemigo": Salvador Ortega.
- Experto en temas criminales y en justicia, miembro de "Conociendo al enemigo": Carlos Berbell.
- Experto en tóxicos y medio ambiente, miembro de "Conociendo al enemigo": Carlos de Prada.
- Periodista especializada en ciencia y tecnología: Amelia Die.
- "El Punto Rojo", una forma diferente de ver las cosas: José Luis Almarza.
- Experto en cine: Jerónimo José Martín.